# Анастас Кунчев
Анастас Т. Кунчев (някъде се среща и като Атанас Кунчев) е български търговец, виден гражданин на Ловеч от преди Освобождението, борец за църковна независимост

## Биография
Роден е на 18 ноември 1833 г. в Ловеч. Брат му Мирон Кунчев е църковен епитроп. Учи в родния си град. Член е на турския съд в Ловеч. Членува в комисията, която работи за построяването на Покрития мост.
Жени се за Боца Драсова, от известния ловешки род Драсови. Имат син – Тодор, който става един от книжарите в Ловеч със собствена печатарска машина. През 1870 г. заедно с двама свои съдружници основава дружеството „Анастас Т. Кунчев & Сие“, за да търгуват с памучни прежди. По-късно става прекупвач на добитък с цел угояване, търговия с месо и лой. През 1872 г. открива свое представителство в Плевен. Изпраща стоката си на румънския, цариградския и английския пазар. От 1874 г. към търговията се включва и Тотю Станчев от Габрово. Впоследствие дружеството има свои клонове в Цариград, Търново и Манчестър.
Анастас Кунчев е участник в църковните борби в Ловеч за независима българска църква. От 1862 г. управлява епархийските дела. Под негово ръководство общината в Ловеч забранява на свещениците в епархията да споменават името на Иларион Ловчански. От 1871 до 1877 г. е член на Епархийският учебен съвет.
Непосредствено след първото освобождаване на Ловеч е избран от руските власти за временен кмет на града (5 – 15 юли 1877). След окончателното освобождаване на града през Руско-турската война Анастас Кунчев е избран за член на съдебния съвет в Ловеч. Член е на комитета „Единство“ в Ловеч. Впоследствие става и председател на Окръжния съд и като такъв депутат от Ловеч в Учредителното събрание в Търново през 1879 г. Депутат и в 1 велико народно събрание и в 1 и 2 обикновени народни събрания от Ловешка избирателна околия.
Умира на 25 март 1900 г. в Ловеч